# Ommatius spathulatus
Ommatius spathulatus är en tvåvingeart som beskrevs av Carl Ludwig Doleschall 1858. Ommatius spathulatus ingår i släktet Ommatius och familjen rovflugor. Inga underarter finns listade i Catalogue of Life.